# Анненковский Карьер
Анненковский Карьер — посёлок в Вадском районе Нижегородской области. Входит в состав Лопатинского сельсовета.

## География
Посёлок находится на правом берегу реки Пьяна.

### Часовой пояс
Посёлок Анненковский Карьер, как и вся Нижегородская область, находится в часовой зоне МСК (московское время). Смещение применяемого времени относительно UTC составляет +3:00.

## История
В 2003 году посёлок Анненковского Карьера переименован в Анненковский Карьер.

## Население
| 1999 | 2002  | 2010  |
| ---- | ----- | ----- |
| 822  | ↗1681 | ↘1634 |

## Улицы
- ул. Горная,
- ул. Зелёная,
- ул. Новая,
- ул. Почтовая,
- ул. Центральная.